# Stahlhelm

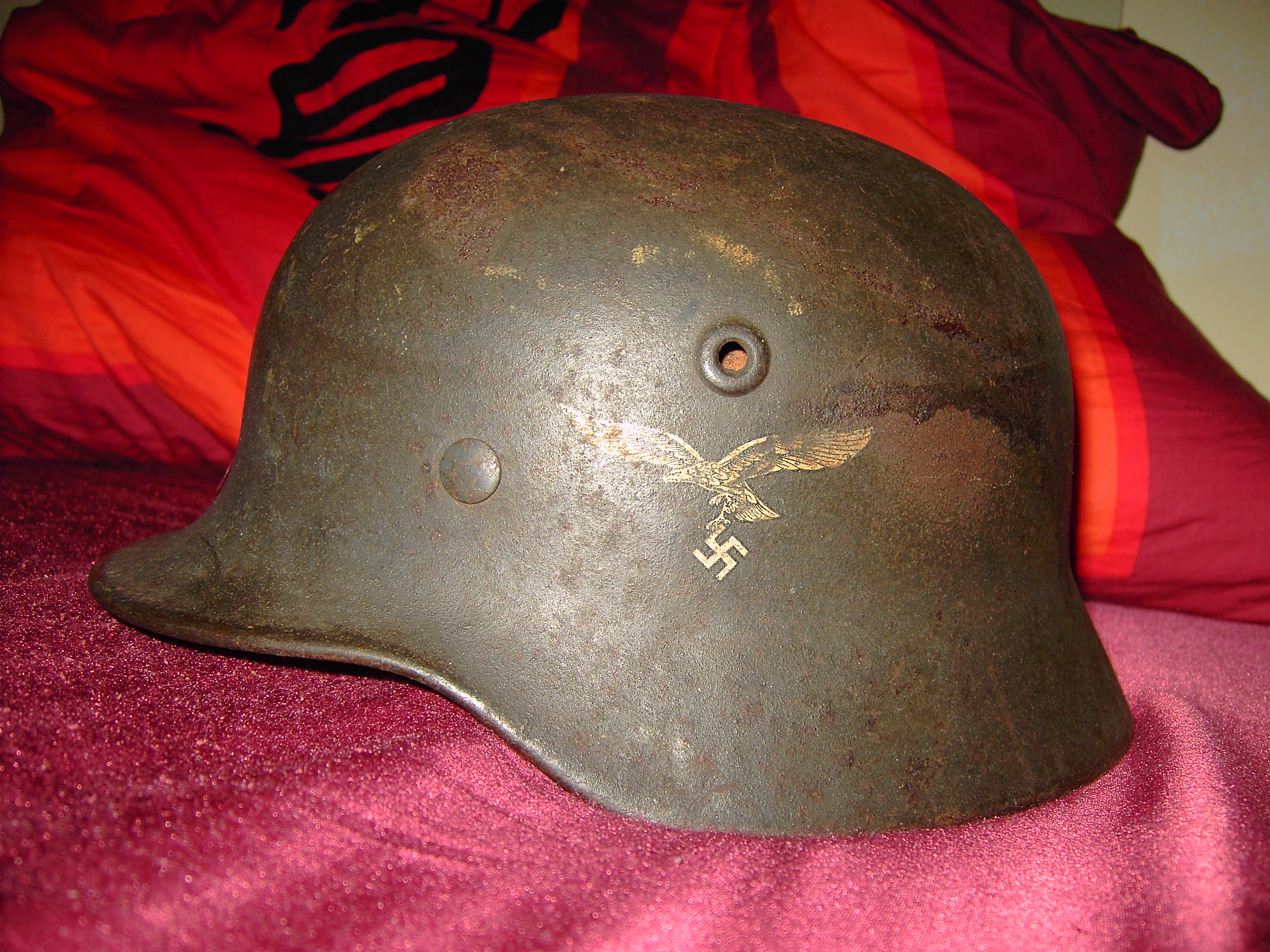
Tysk Stahlhelm från andra världskriget

Stahlhelm var den typ av hjälmar som användes i Tyskland från 1916 och fram till andra världskriget. Efter andra världskriget användes den i viss utsträckning i både Öst- och Västtyskland. 
Denna typ av hjälmar har ofta blivit symboliska för nazismen, trots att hjälmtypen är framtagen långt innan nazismen ens fanns.
I Tyskland blev hjälmtypen alltför symbolisk med nazismen. Därför ersattes de efter andra världskriget av andra typer. Men hjälmtypen har däremot levt vidare i flera andra länder långt senare, bland annat i Chile.
Stahlhelm ersatte pickelhuvan (gjord i läder) i tysk tjänst. 

## Historik
Under första världskriget upptäckte kombattanterna snabbt att en stor del av förlusterna kom från huvudskador som vållades av granatsplitter. För att åtgärda detta införde först Frankrike och sedan Storbritannien stålhjälmar (Adrianhjälmen respektive Brodiehjälmen) under året 1915. Tyskland följde efter med Stahlhelm som utfärdades med början 1916.